# 特拉姆库尔
特拉姆库尔（法語：Tramecourt，法語發音：[tʁamkuʁ]）是法国上法蘭西大區加来海峡省的一个市镇，属于蒙特勒伊区。

## 地理
特拉姆库尔（50°27'51"N, 2°9'3"E）面积2.22 平方千米，位于法国上法蘭西大區加来海峡省，该省份为法国北部沿海省份，西北濒北海，南至索姆省，东临北部省。
与特拉姆库尔接壤的市镇（或旧市镇、城区）包括：康莱尔、昂布里库尔、阿赞库尔、迈松塞勒、韦尔尚。

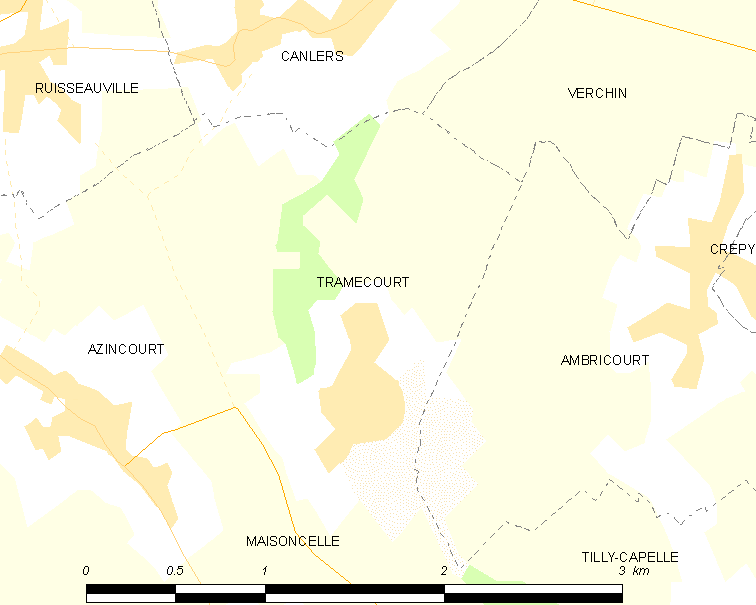
特拉姆库尔的OSM定位图

特拉姆库尔的时区为UTC+01:00、UTC+02:00（夏令时）。

## 行政
特拉姆库尔的邮政编码为62310，INSEE市镇编码为62828。

## 政治
特拉姆库尔所属的省级选区为欧克西堡县。

## 人口

1962-2008年间特拉姆库尔人口变化图示

特拉姆库尔于2022年1月1日时的人口数量为55人。